# Anthony Grey, 11. Earl of Kent
Anthony Grey, 11. Earl of Kent (* 11. Juni 1645; † 19. August 1702) war ein englischer Adliger.
Grey war der einzige Sohn von Henry Grey, 10. Earl of Kent, und dessen zweiter Frau Annabel Benn.
Anthony heiratete Maria Lucas, 1. Baroness Lucas. Sie war eine Tochter von John Lucas, 1. Baron Lucas, und Anne Neville. Das Ehepaar hatte ein Kind:
- Henry Grey (1671–1740), der später zum Duke of Kent erhoben wurde

1651 erbte Grey beim Tode seines Vaters dessen Titel. Diese gingen bei seinem Tode auf seinen Sohn über.